# Rosa Amelia Guzmán
Rosa Amelia Guzmán, var en salvadoransk politiker.
Hon blev 1956 sitt lands första kvinnliga parlamentariker. 